# Battaglia della Montagna Bianca
La battaglia della Montagna Bianca fu combattuta l'8 novembre 1620 e rappresentò uno scontro decisivo nel contesto della fase boema della guerra dei trent'anni. Essa si svolse su una collina (Bílá Hora, ormai compresa nel tessuto urbano della capitale ceca) vicino a Praga, tra le forze cattoliche dell'Imperatore Ferdinando II e della lega cattolica e le truppe della Confederazione boema di Federico V del Palatinato. Fu la prima importante sconfitta protestante nella guerra.

## Eventi che condussero alla battaglia
Dopo la defenestrazione di Praga gli insorti ottennero alcuni limitati successi, ed elessero a Re di Boemia l'elettore del Palatinato Federico V. Un tentativo di assedio da parte dei Boemi venne tuttavia sventato con la battaglia di Záblatí, che costrinse il comandante dei ribelli, il conte Thurn, a levare l'assedio. Dopo questo episodio le sorti del conflitto volsero a totale sfavore degli insorti, che vennero attaccati da più direzioni: le forze imperiali e le forze della Lega Cattolica, sotto il comando del conte di Tilly, avanzavano rispettivamente nella Bassa e Alta Austria, mentre da nord Giovanni Giorgio I di Sassonia invadeva la Lusazia. Le forze della Lega e dell'Imperatore si riunirono in Boemia, e si prepararono ad affrontare le truppe boeme, al cui comando c'era Cristiano di Anhalt

## Svolgimento della battaglia

Schema della battaglia

I Paesi Bassi fornirono ai cechi appoggio sotto forma di un reggimento di fanteria e del comandante di talento Ernst von Mansfeld. Tuttavia, a questo non seguì nessun ulteriore aiuto da parte dei protestanti.
Cristiano di Anhalt, al comando di circa 21000 uomini (tra i quali 10000 ungheresi inviati da Bethlen Gábor e 8000 cechi portati dallo stesso principe d'Anhalt), si era attestato su una solida posizione difensiva sulle pendici di una collina (la cosiddetta "Montagna Bianca", Bílá Hora in ceco, Weisser Berg in tedesco) che bloccava la strada per Praga e non poteva sperare nell'invio di rinforzi alle truppe di cui poteva disporre dai boemi. Le sue forze erano protette sul fianco destro da una dimora di caccia (chiamata Villa Stella).
Le truppe cattoliche, formate dal congiungimento delle truppe imperiali del conte di Buquoy e dell'esercito della lega (composto in gran parte da forze mercenarie) comandato dal nobile vallone Tilly, erano tuttavia numericamente superiori (circa 29000 uomini), oltre che meglio armate e addestrate. Un ulteriore colpo alle forze ceche venne dal tradimento di von Mansfeld, che, corrotto dagli Asburgo, si rifiutò di assumere il comando.
Mentre i boemi cominciarono a trincerarsi sull'altura, l'esercito cattolico si spinse in avanti per assalire le formazioni protestanti. All'inizio la cavalleria del principe Cristiano di Anhalt riuscì a contrastare la prima offensiva nemica, ma il temporaneo equilibrio tra i due eserciti fu sconvolto dal nuovo attacco dei cattolici, tra i quali bavaresi e valloni, che riuscirono a mettere in fuga gli ungheresi. Lo scontro si risolse definitivamente a favore delle forze cattoliche quando anche la fanteria boema cedette all'avanzata dell'esercito nemico, rafforzato dai reparti imperiali. L'intera artiglieria dell'esercito di Federico V, consistente in 10 cannoni, cadde nelle mani del nemico.
L'esercito di Tilly si avventò sui protestanti al grido di "Santa Maria!". Le forze protestanti andavano costantemente diminuendo, a causa della ritirata di molti reparti e delle perdite, Tilly e i suoi uomini spinsero costantemente le forze ribelli indietro verso Villa Stella, dove questi avevano cercato di stabilire una difesa finale, ma senza riuscirci. La battaglia, che con scontri uomo contro uomo durò solo un'ora, lasciò l'esercito boemo devastato. L'esercito protestante dopo la battaglia si dissolse e circa 5000 dei suoi uomini caddero nel corso della fuga o del combattimento. Le perdite cattoliche ammontarono a qualche centinaio di uomini.

## Conseguenze

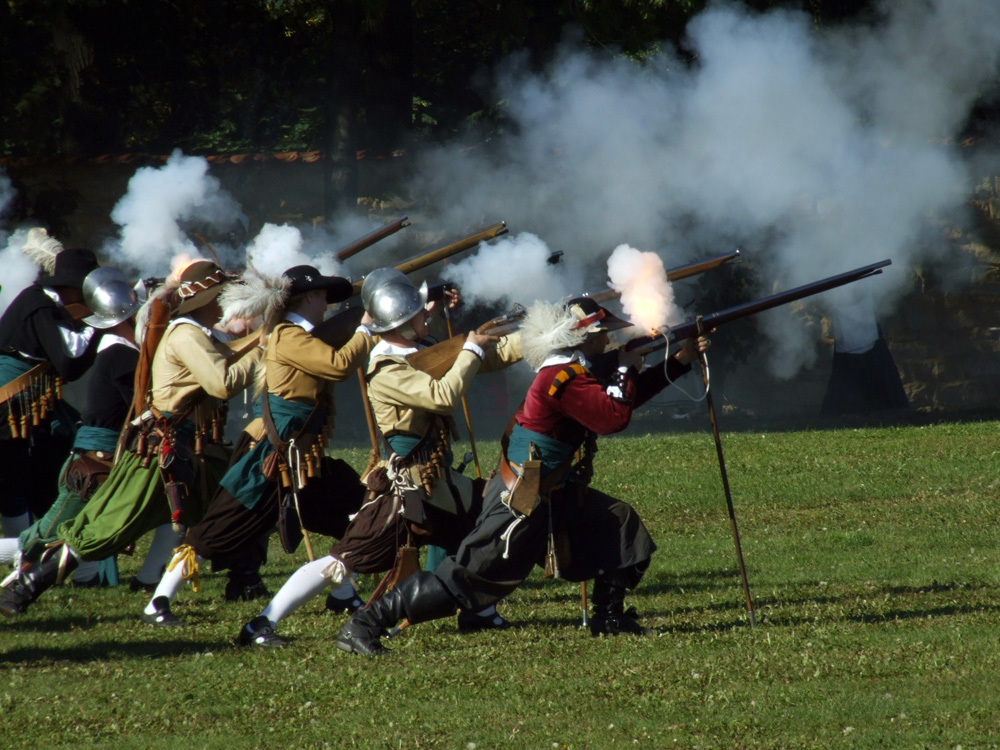
Rievocazione storica della battaglia

Le truppe cattoliche avevano conseguito una vittoria decisiva a prezzo di pochissime perdite. Tilly entrò a Praga e la rivolta dei protestanti boemi fu sedata, con l'uccisione di 27 nobili che l'avevano fomentata. Federico V, "Re d'inverno", quando la battaglia si stava ancora combattendo si trovava nel suo palazzo ed era intento a pranzare. Solo dopo aver appreso, drammaticamente, della sconfitta e quando gli furono concesse 8 ore (diversamente dalle 24 che aveva richiesto) di tempo per lasciare Praga, si affrettò a fuggire nottetempo assieme a sua moglie Elisabetta e a diversi capi dell'esercito. Raggiunse i Paesi Bassi, avendo soggiornato prima a Breslavia in Slesia e dopo presso l'elettore del Brandeburgo.
Quando Federico lasciò la capitale, però, forse avrebbe potuto tentare ancora una resistenza. Ma la popolazione non si era battuta contro gli invasori e anche se c'era la possibilità che il nemico potesse subire le conseguenze di un inverno rigido e della diffusione di malattie e la speranza che Belthen Gabor, il quale aveva sostenuto militarmente Federico, avrebbe potuto fare il proprio ingresso in Ungheria rompendo la tregua con l'imperatore, il timore di Federico di venire consegnato nelle mani del nemico dagli stessi boemi, affinché potessero comprare la loro salvezza, lo spinse ad abbandonare il proprio regno.

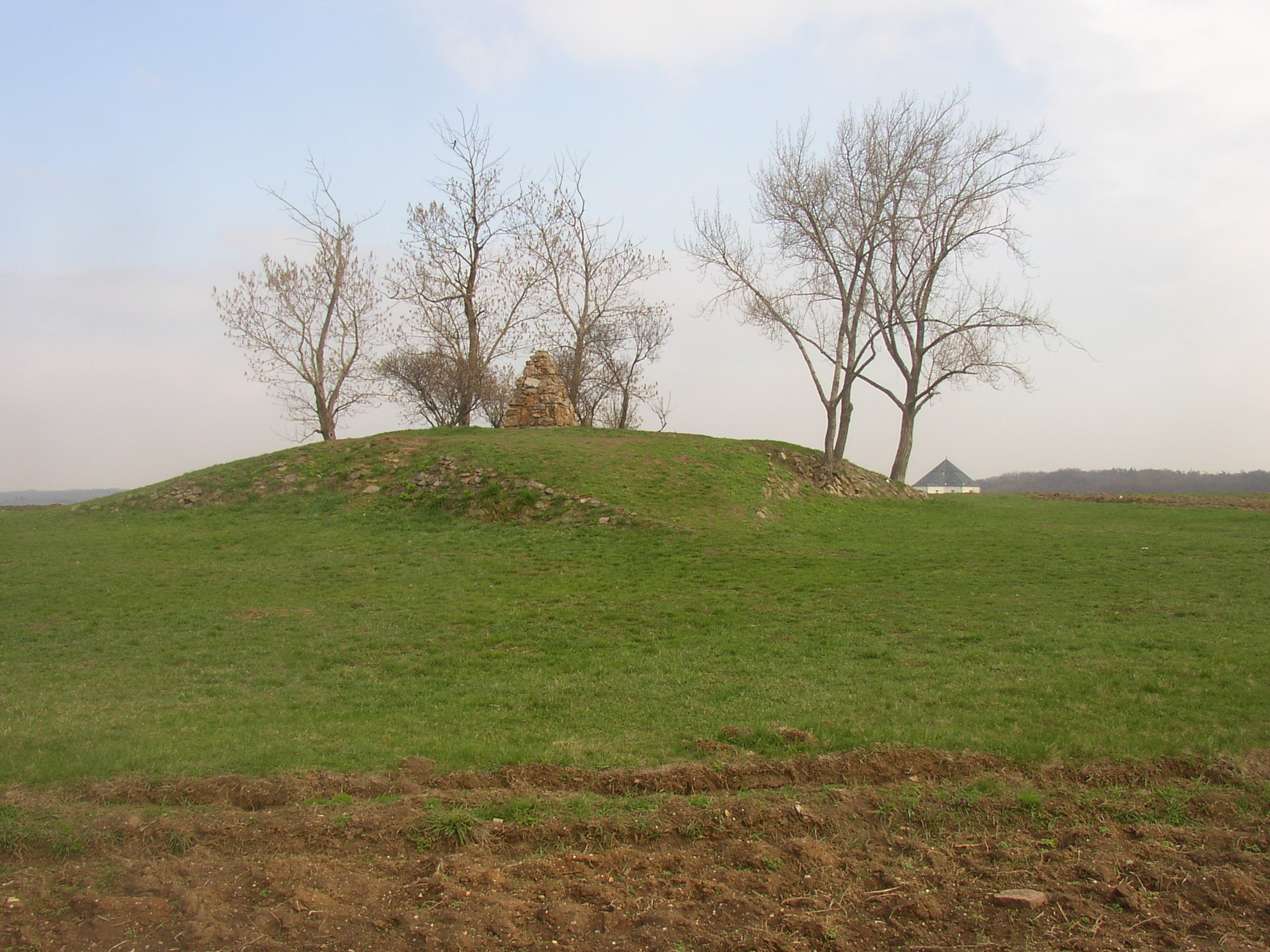
Tumulo nel luogo dove si svolse la battaglia con un memoriale eretto nel 1920

La Boemia venne annessa ai domini ereditari asburgici e conobbe un periodo di dura repressione, nel tentativo attuato dall'Imperatore di ripristinare il cattolicesimo e di germanizzare l'area, provocando la fuga di quasi 36000 famiglie. Ferdinando II cancellò vecchi privilegi e antichi accordi, restituì i poteri ai ceti senza che la sua autorità venisse indebolita. Nel 1627 la legge costituzionale sull'ordinamento del paese (Obnovené zrízení zemské) pose le basi per un regime "protoassolutistico" e impose l'ereditarietà della corona boema. La riforma dell'ordinamento regionale della boemia rientrava nel progetto di Ferdinando di superare la formazione di stato territoriale fissato sulla sovranità dei principi imperiali del proprio impero.
La fase boema del conflitto apparve apparentemente risolta ma, pur con una schiacciante, quand'anche temporanea, vittoria cattolica, la guerra si sarebbe successivamente allargata, nei decenni successivi, e avrebbe ancora una volta sfidato gli interessi dell'impero, fino a trasformarsi in una contesa per la conquista dell'egemonia europea da parte delle più grandi potenze continentali.
A Roma la chiesa di Santa Maria della Vittoria è dedicata a questa battaglia e conserva ancora gli stendardi conquistati ai battaglioni protestanti sconfitti.